# Charibert I.
Charibert I. (kolem roku 520–567 Chelles) byl franský král z rodu Merovejců. Vládl v letech 561–567.

## Dědictví po otci
Charibert byl třetí syn krále Chlothara I. a královny Ingundy. Chlothar, jeden ze synů Chlodvíka I. získal Franskou říši, kterou si v roce 511 se svými třemi bratry rozdělili, a po jejich smrti opět sjednotil pod svou vládu. Po Chlotharově smrti v roce 561 bylo franské království rozděleno mezi jeho syny. Každý syn vládl oddělené říši, která nebyla geograficky koherentní. Jejich království byla pojmenována podle města, ze kterého jednotlivý bratři vládli. Charibert obdržel Neustrii, oblast mezi Sommou a Loirou, Akvitánii a Novempopulanii s Paříží jako hlavním městem. Jeho další hlavní města byly Rouen, Tours, Poitiers, Limoges, Bordeaux, Toulouse, Cahors a Albi. Guntram získal Burgundské království. Sigebert získal Austrasii, včetně Remeše se svým hlavním městem v Mety a nejmladší bratr Chilperich získal kompaktní království s hlavním městem Soissons.

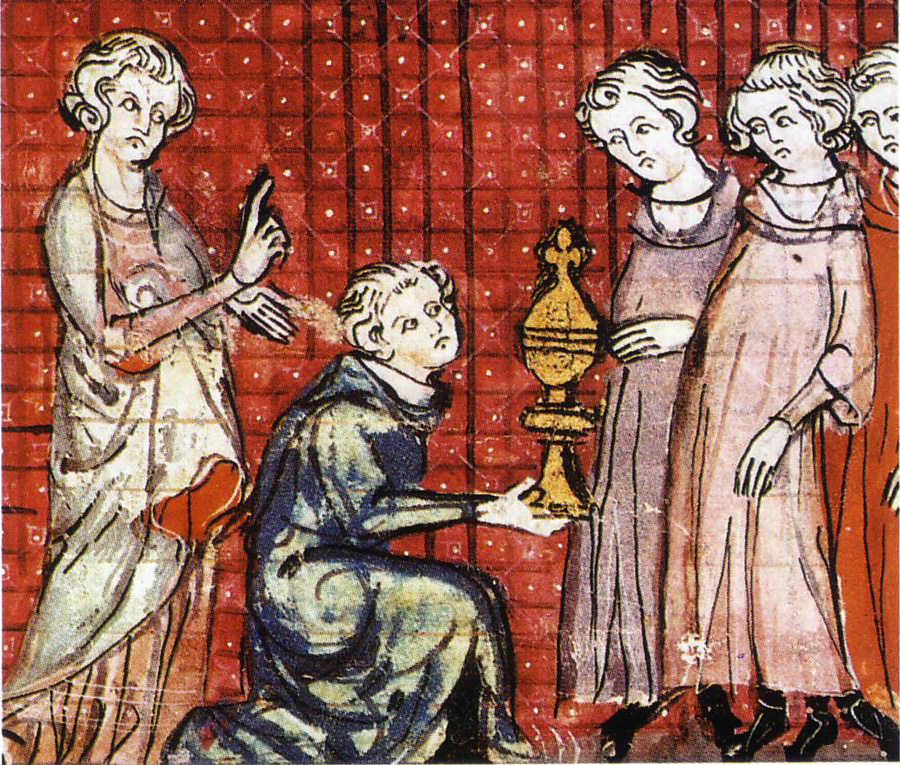
Dělení říše po Chlotharově smrti

## Rodina
Podle Řehoře z Tours byl Charibert výmluvný, znalý práva a jedním z nejrozpustilejších raných merovejských panovníků. Na svém dvoře si vydržoval čtyři souběžné manželky, z toho dvě sestry. První byla Ingoberga, o jejímž původu se nedochovaly žádné informace. Z manželství s Ingobergou měl dceru, Berthu Kentskou, která se provdala za kentského krále Æthelberhta. Druhou ženou byla Merofleda, dcera česače vlny ve službách Ingobergy. Další manželkou byla Theudechilda, dcera pastýře. Poslední manželkou byla Merofledina sestra Marcovefa. Z dochovaných zdrojů nelze chronologii sňatků spolehlivě určit. Je známo, že to nebyly konkubíny, nýbrž manželky, neboť jsou označovány jako královny.
Kromě dcery Berthy měl Charibert Berthefledu, snad dceru Merofledy, která zemřela po roce 589. V manželství s Theudechildou měl syna, který zemřel hned po narození. V tomto manželství se narodila také dcera Clothilda, která vstoupila do kláštera Sainte-Croix v Poitiers, který později opustila, zemřela po roce 590. Jeho synem byl také Charibert z Hesbaye.

## Smrt a dědictví
Jeho soužití se čtyřmi manželkami, z toho dvěma sestrami vedlo k jeho pozdější exkomunikaci biskupem Germanem. Jednalo se o vůbec první exkomunikaci merovejského krále. V důsledku toho byl potupně pohřben v římské vojenské pevnosti Blavia castellum v Tractatus Armoricani. Po jeho smrti jeho bratři rozdělili jeho říši mezi sebe s tím, že Paříž bude společná. Jeho přeživší manželka a královna (ze čtyř), Theudechilda, navrhla sňatek s Guntramem, ačkoli koncil konaný v Paříži v roce 557 zakázal takové sňatky jako krvesmilstvo. Guntram ji nakonec i když nedobrovolně ukryl do bezpečí do kláštera v Arles.
Primárními zdroji Charibertova života je Historia Francorum, dílo Řehoře z Tours (kniha IV, 3,16,22,26 a IX, 26), a Historia ecclesiastica gentis Anglorum sepsaná Bedou Ctihodným.